# Roser Tapias
Roser Tapias, all'anagrafe Roser Tapias Guillen (Barcellona, 20 agosto 1989), è un'attrice e modella spagnola, nota per aver interpretato il ruolo di Alicia Urrutia nella soap Il segreto e per quello di Valeria Cárdenas nella soap Una vita.

## Biografia
Roser Tapias è nata il 20 agosto 1989 a Barcellona, fin da bambina ha mostrato un'inclinazione per la recitazione.

## Carriera
Roser Tapias ha iniziato la sua carriera a diciassette anni: la sua prima interpretazione è stata nel 2009 e nel 2010 nella serie televisiva Padres. Nel 2009 ha recitato nel film La noche en blanco diretto da Chus Gutiérrez, mentre nel 2010 ha recitato nel film Candela diretto da Cata Pulido. Nel 2010 e nel 2011 ha interpretato il ruolo di Almudena Hernández Prado nella serie Amare per sempre. Nel 2011 ha recitato nel film Por primera vez diretto da Alberto Agnello. L'anno successivo ha ricoperto il ruolo di Laia nel film Animals diretto da Marçal Forés.
Nel 2012 ha interpretato il ruolo di Beatriz Ibáñez nella serie Cuore ribelle. Nello stesso anno ha interpretato il ruolo di Mercè in due episodi della miniserie Olor de colònia. L'anno successivo è apparsa in un episodio della serie El don de Alba. Sempre nel 2013 ha intterpretato il ruolo di Marianna nel film televisivo Auca del Born diretto da Josep Maria Andrés. Nello stesso periodo è stata la protagonista del video musicale della canzone Young, del gruppo Kakkmaddafakka.
Nel 2014 ha interpretato il ruolo di Isa nella serie Kubala, Moreno i Manchón. L'anno successivo ha interpretato il ruolo di Gipsy nel film televisivo Virtuoso diretto da Alan Ball. Dal 2015 al 2017 ha ricoperto il ruolo di Rita Torres nella serie La Riera. Nel 2016 ha interpretato il ruolo di Carme nel film televisivo Ebre, del bressol a la batalla diretto da Román Parrado.
Nel 2017 ha interpretato il ruolo di Carmela Doménech nel film televisivo Os fillos do sol diretto da Ramón Costafreda e Kiko Ruiz Claverol. L'anno successivo ha ricoperto il ruolo di Josefa nella serie Cuéntame. Nel 2019 ha interpretato il ruolo di Maria nel film televisivo Èxode diretto da Román Parrado.
Nel 2019 e nel 2020 ha interpretato il ruolo di Alicia Urrutia nella soap opera Il segreto. Nel 2020 ha recitato nel film I'm Being Me diretto da Santiago León Cuéllar, Ferran Mendoza Soler, Ian de la Rosa, Alice Waddington e Laia Foguet.
Nel 2021 ha interpretato il ruolo di Valeria Cárdenas nella soap opera Una vita. Nello stesso anno ha recitato nelle serie Alba (nel ruolo di Mónica Robledo), Buga Buga (nel ruolo di Lu) e L'última nit del karaoke (nel ruolo di Ona).

## Filmografia

### Cinema
- La noche en blanco, regia di Chus Gutiérrez (2009)
- Candela, regia di Cata Pulido (2010)
- Por primera vez, regia di Alberto Agnello (2011)
- Animals, regia di Marçal Forés (2012)
- I'm Being Me, regia di Santiago León Cuéllar, Ferran Mendoza Soler, Ian de la Rosa, Alice Waddington e Laia Foguet (2020)

### Televisione
- Padres – soap opera (2009-2010)
- Amare per sempre (Amar en tiempos revueltos) – soap opera (2010-2011)
- Cuore ribelle (Bandolera) – serie TV (2012)
- Olor de colònia – miniserie TV, 2 episodi (2012)
- El don de Alba – serie TV, 1 episodio (2013)
- Auca del Born, regia di Josep Maria Andrés – film TV (2013)
- Kubala, Moreno i Manchón – serie TV (2014)
- Virtuoso, regia di Alan Ball – film TV (2015)
- La Riera – serie TV (2015-2017)
- Ebre, del bressol a la batalla, regia di Román Parrado – film TV (2016)
- Os fillos do sol, regia di Ramón Costafreda e Kiko Ruiz Claverol – film TV (2017)
- Cuéntame – serie TV (2018)
- Èxode, regia di Román Parrado – film TV (2019)
- Il segreto (El secreto de Puente Viejo) – soap opera, 164 episodi (2019-2020)
- Una vita (Acacias 38) – soap opera, 70 episodi (2021)
- Alba – serie TV (2021)
- Buga Buga – serie TV (2021)
- L'última nit del karaoke – serie TV (2021)

### Cortometraggi
- Café de mañana, regia di Alejandro Mira (2013)
- Ford Escort, regia di Estel Díaz (2014)
- Victor XX, regia di Ian de la Rosa (2015)
- The Path, regia di Tobias Brebner (2015)

### Video musicali
- Young, del gruppo Kakkmaddafakka (2013)

## Teatro
- Auca del Born, diretto da Jordi Casanovas, presso il Mercado del Borne (2013)
- Ocells i llops, diretto da Lourdes Barba, presso il Teatre Nacional de Catalunya (2013)
- Taxi, diretto da Xavier Albertí (2014)
- Romeo e Giulietta, diretto da Marc Chornet, presso La Sec (2014)
- Io!, diretto da Roc Esquius, presso il Teatre Tantarantana (2014)

## Doppiatrici italiane
Nelle versioni in italiano dei suoi film e delle sue serie TV, Roser Tapias è stata doppiata da:
- Silvia Barone[31] ne Il segreto[32]
- Tania De Domenico[33] in Una vita[34]